# Manacor
Manacor ist die drittgrößte der Gemeinden (Municipi) der Insel Mallorca und liegt im Osten der Baleareninsel. Sie hat den Status einer Stadt (Ciutat) und ist zugleich wirtschaftlicher Mittelpunkt des Ostteils der Insel.
Im modernen Stadtwappen illustriert eine Hand, die ein Herz umfasst, die volksetymologische Deutung von Manacor, nämlich man a cor „Hand aufs Herz“. Der Name der Stadt kommt aber vom Namen des Berberclans Mancur, der die Gegend vor der katalanischen Eroberung bewohnte. Die Einheimischen nennen sich Manacorí bzw. Manacorina.

## Geografie

### Statistische Daten
Die Gemeinde hat eine Fläche von 260,22 km². Im Süden grenzt sie an die Gemeinde Felanitx, im Westen an Vilafranca de Bonany, im Nordwesten an Petra und im Nordosten an Sant Llorenç des Cardassar. Die Küste im Osten ist 27 km lang. 2024 betrug die Einwohnerzahl 47.777 gemeldete Bewohner, die Bevölkerungsdichte betrug 184 Einwohner pro km². Die Bevölkerung ist auf die verschiedenen Ortschaften verteilt. 69,2 % konzentrieren sich auf die Stadt Manacor, während 17,8 % in Porto Cristo leben. Hier ist der Anstieg in den letzten Jahren bemerkenswert. Der Rest verteilt sich auf die Siedlungen S’Illot – Cala Morlanda, Cales de Mallorca, Son Macià, Cala Murada, Cala Anguila – Cala Mendia und Estany d’en Mas. Im Laufe der Geschichte verhielt sich das Bevölkerungswachstum der Gemeinde ähnlich dem des Restes der Insel. Im 16. Jahrhundert waren es etwa 5.000 Einwohner, und die Zahl stieg im 18. Jahrhundert bis auf 7.000. Die bedeutendste Bevölkerungszunahme begann im 19. Jahrhundert mit fast 13.000 Einwohnern zu Anfang des 20. Jahrhunderts. Zwischen 1920 und 1940 stieg die Zahl bis auf 19.000, danach verlangsamte sich das Wachstum. Von den 1960er Jahren an bis in die Gegenwart begann die Bevölkerungszahl langsam wieder anzusteigen. Dieser letzte Anstieg ist vorwiegend der Einwanderungswelle zuzuschreiben, die durch das Wirtschaftswachstum ausgelöst wurde, das parallel zur Entwicklung des Tourismus stattfand. Im Jahr 2007 betrug der Ausländeranteil der Gemeinde 17,5 % (6643 Personen), der Anteil deutscher Einwohner 3,9 % (1497 Personen). Daneben lebten 55 Niederländer, 46 Schweizer und 23 Österreicher in der Gemeinde.

### Orte der Gemeinde
Zur Gemeinde Manacor gehören folgende Orte:
- Cala Anguila – Cala Mendia (523 / 523 Einwohner)
- Cala Murada (819 / 819 Einwohner)
- Cales de Mallorca (836 / 944 Einwohner)
- Manacor (25.165 / 26.922 Einwohner)
  - Son Mas (37 Einwohner)
  - Son Talent (30 Einwohner)
- Porto Cristo (6713 / 7317 Einwohner)
  - Sa Marineta (5 Einwohner)
- S’Estany d’en Mas (207 / 207 Einwohner)
- S’Illot – Cala Morlanda (1723 / 1775 Einwohner)
- Son Macià (340 / 927 Einwohner)

Die Einwohnerzahlen in Klammern stammen vom 1. Januar 2008. Die erste Zahl gibt dabei die Einwohner der geschlossenen Ortschaften an, die zweite Zahl die Einwohner der Orte einschließlich der hinzu zu rechnenden „verstreut“ lebenden Bevölkerung außerhalb der eigentlichen Siedlungen. (Quelle: INE)

### Pflanzenwelt
Die Vegetation besteht aus den typischen Pflanzen Mallorcas. Etwas über 20 Prozent der Fläche ist mit Wald bedeckt. In den Bergen wachsen hauptsächlich Kiefernwälder, wogegen es fast keine Steineichenwälder gibt. Die mittelländischen Buschformen wie Oleaster und Zwergpalme breiten sich an der Küste aus, wo Arten wie Zistrosen, Lentisken, Bartgras, Rosmarin und Erika zu finden sind. An der Küste wachsen unter anderem Strandfenchel und Astragalus balearicus, während die Disteln von den Stränden beinahe verschwunden sind. In den Feuchtgebieten gedeihen Tamariske und Schilfrohr. Wildbäche bilden die hydrologische Grundlage. Der Wildbach Na Borges hat ein hydrographisches Becken von 338 km². Ihm fließen die Bäche Son Caules, Conies und Son Cifre zu, und er mündet schließlich in der Bucht von Alcúdia ins Meer. Weitere Wildbäche entstehen in den Hügeln im Landesinneren, durchqueren das Land und fließen ins Meer.

### Klima
Das typische Mittelmeerklima ist gemäßigt und die Temperaturen jahreszeitlich bedingt. Die bergigen Gebiete und das Landesinnere sind trocken, während der Küstenstreifen semiarid ist. Die Jahresdurchschnittstemperaturen liegen bei 18 °C.
|                        | Jan   | Feb   | Mär   | Apr   | Mai   | Jun   | Jul   | Aug   | Sep   | Okt   | Nov    | Dez   |   |        |
| Mittl. Temperatur (°C) | 10,6  | 11,5  | 13,6  | 15,3  | 19,6  | 23,5  | 26,3  | 27,1  | 23,1  | 19,4  | 14,2   | 11,8  | ⌀ | 18     |
|                        |       |       |       |       |       |       |       |       |       |       |        |       |   |        |
| Niederschlag (mm)      | 39,68 | 32,18 | 21,18 | 43,43 | 36,83 | 15,55 | 10,93 | 19,70 | 69,28 | 95,95 | 100,80 | 58,88 | Σ | 544,39 |

|  |

|  |

|  |

|  |

|  |

|  |

|  |

|  |

|  |

|  |

|  |

|  |

|  |

|  |

|  |

|  |

|  |

|  |

|  |

|  |

|  |

|  |

|  |

|  |

| N i e d e r s c h l a g | 39,68 | 32,18 | 21,18 | 43,43 | 36,83 | 15,55 | 10,93 | 19,70 | 69,28 | 95,95 | 100,80 | 58,88 |
|                         | Jan   | Feb   | Mär   | Apr   | Mai   | Jun   | Jul   | Aug   | Sep   | Okt   | Nov    | Dez   |

## Geschichte

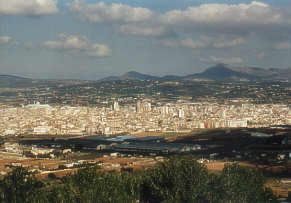
Manacor

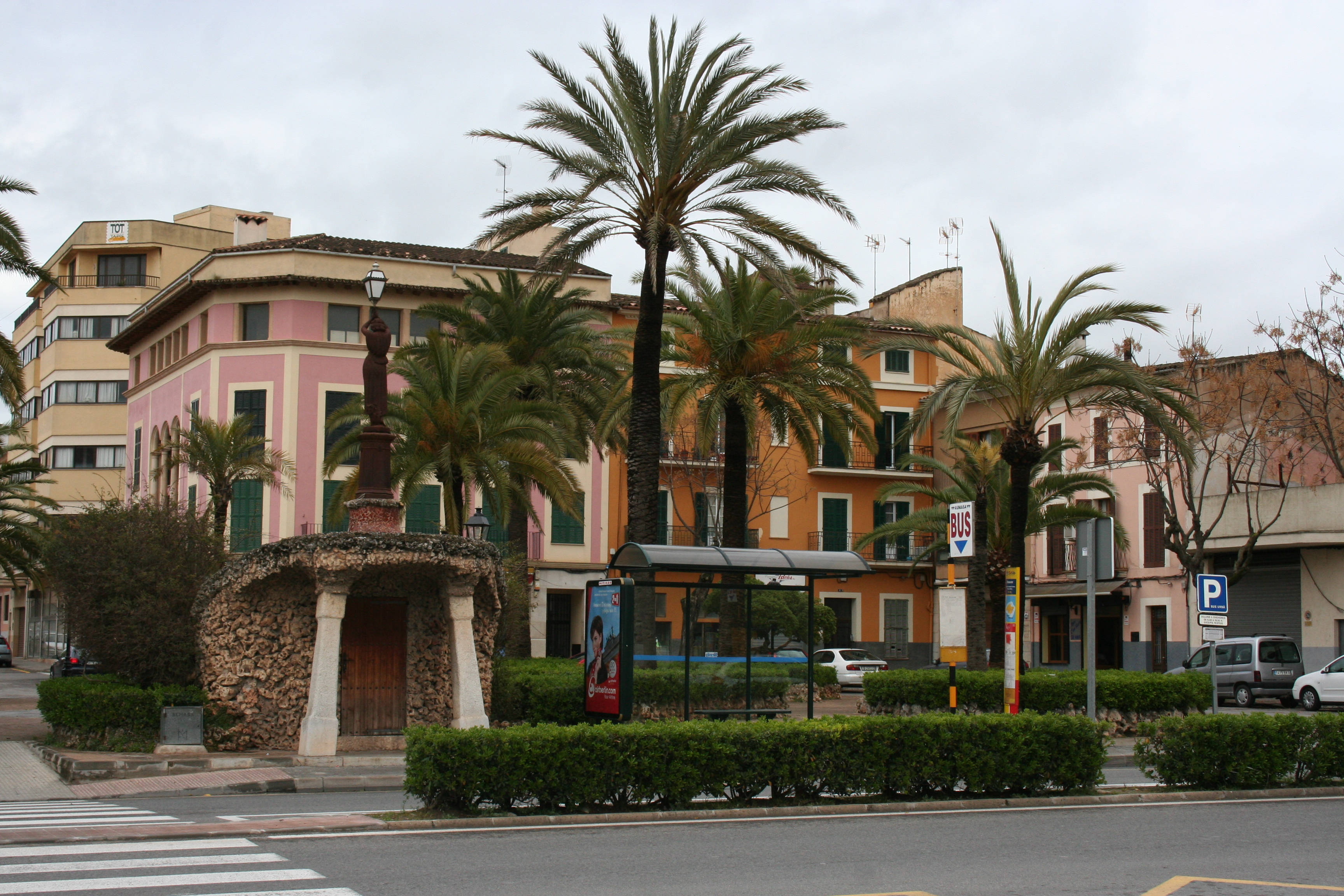
Móra Platz

Die ersten Anzeichen menschlicher Besiedlung im heutigen Gemeindegebiet von Manacor gehen bis in die prätalayotische Zeit (2000 bis 1400 v. Chr.) zurück, auch wenn die Ankunft des Menschen auf Mallorca im fünften Jahrtausend vor unserer Zeitrechnung liegt. Aus dieser Zeit sind die künstlichen Grabhöhlen (cova de Homonet auf Son Ribot, Mitjà de les Beies und die Navetes), allein stehend oder in Gruppen, die als Wohngebäude dienten (sa Marineta, s’Hospitalet Vell).
Um 1400 v. Chr. fand eine strukturelle Änderung in der Vorgeschichte Mallorcas statt, einerseits auf Grund der internen Entwicklung der prätalayotischen Gesellschaft, andererseits durch die Ankunft neuer Volksstämme aus dem östlichen Mittelmeer bedingt. Es entstand eine Kultur, die durch ihre Megalithbauten geprägt war, von denen heute nur noch Keramikscherben zeugen. Es sind Ortsnamen erhalten, die auf arabischen oder Berber-Ursprung hinweisen.
Der Ursprung der Stadt Manacor liegt wahrscheinlich vor der islamischen Herrschaft, wie aus den archäologischen Funden hervorgeht, die in der Umgebung der Pfarrkirche gemacht wurden.
Schon im Jahr 1300 erteilte Jaume II. Manacor die Stadtrechte. Die Existenz einer Pfarrkirche wurde bereits im Jahre 1236 urkundlich belegt. Von den Anfängen der Stadt sind ein ehemaliger Bestandteil des Königspalastes, der Torre del Palau, und einige befestigte Herrenhäuser (Torre de ses Puntes und Torre dels Enagistes) erhalten. Im Mittelalter spielte Manacor eine wichtige Rolle bei den sozialen Kämpfen, in denen der aus Manacor stammende Simó Tort der Vorkämpfer war.
Die städtische und soziale Entwicklung wurde besonders durch die Gründung des Klosters Sant Vicenç Ferrer und die Entstehung des Stadtviertel Fartàritx gekennzeichnet. Hier standen die meisten Windmühlen, die das Stadtbild prägten. 1576 gründete der Dominikanerorden das erwähnte Kloster und der Bau der Barockkirche begann. Anfang des folgenden Jahrhunderts wurde der Kreuzgang errichtet. Das Eigentum der Mönche fiel 1835 in die Hände des Staates. Das Kloster ist seitdem Sitz der Gemeindeverwaltung und des Gerichtshofs.
Bis zum 19. Jahrhundert basierte die Wirtschaft Manacors auf Landwirtschaft (Getreide- und Weinanbau) und Viehzucht (Schafe), auch wenn der Textil- und Lebensmittelsektor sowie das Töpfereigewerbe eine wichtige Rolle spielten. Im 19. Jahrhundert begannen die Veränderungen, die aus Manacor das machten, was es heute ist. Die Industrien zur Verarbeitung landwirtschaftlicher Produkte nahmen zu. Im Stadtbild erschienen die Windmühlen und eine Branntweinfabrik. Seit der zweiten Hälfte des Jahrhunderts bilden die Möbelherstellung und die Perlen Manufaktur eine der wirtschaftlichen Grundlagen Manacors. Aber auch das Töpfereigewerbe und die Herstellung von Likören und Weinen sind weiterhin bedeutend.
1879 wurde die Eisenbahnstrecke zwischen Inca und Manacor eingeweiht und 1902 die erste Perlenfabrik gegründet. So wurde Manacor zum Handels- und Industriezentrum des Ostens der Insel.
Diese wirtschaftliche Entwicklung veränderte nicht nur die Gewohnheiten der Gesellschaft, sondern wirkte sich auch auf das Stadtbild aus, insbesondere seit Beginn des Tourismus in den 1960er Jahren.
Gegen Ende des 19. Jahrhunderts wurde die neue Pfarrkirche Nostra Senyora dels Dolors gebaut, die an derselben Stelle wie die vorherigen Kirchen steht. Die älteste von ihnen wurde schon 1232 urkundlich belegt und war wahrscheinlich über einer arabischen Moschee errichtet worden (Fund einer Grabinschrift, die heute im Museu Diocesà in Palma aufbewahrt wird). Das emblematischste Element ist der Glockenturm. Zur selben Zeit wurden einige der schönsten Herrenhäuser in den Straßen Nou, Major, Pius XII, Bosch usw. gebaut, die historischen Stadtviertel (Fartàritx und es Barracar) erweitert und verstärkt, und in der Umgebung des Bahnhofs und der Promenade na Camella entstanden neue Viertel. Heute findet das Wachstum der Stadt hauptsächlich in den neueren Stadtteilen der Schulzentren und der Promenaden Port, Fartàritx und Ferrocarril statt.
Während der Schlacht um Mallorca im Spanischen Bürgerkrieg war Manacor Hauptquartier des italienischen Faschistenführers Arconovaldo Bonacorsi, bekannt als Conde Rossi, der am 26. August 1936 als militärischer Berater und Organisator der Falange nach Palma kam. Mit der von ihm aufgestellten Einheit, den Dragones de la muerte („Drachen des Todes“), nahm er am 3. September 1936 an den Kämpfen am Puig de Son Corb östlich von Son Servera teil, bei der die am 16. August an der Ostküste Mallorcas gelandeten Truppen der Republikaner zurückgedrängt wurden. Nach dem Abzug der republikanischen Verbände von der Insel in der Nacht vom 3. zum 4. September 1936 war Bonacorsi für zahlreiche Gefangenenhinrichtungen in Manacor verantwortlich, darunter von fünf Krankenschwestern an der Friedhofsmauer von Son Coletes am Morgen des 5. Septembers, die auf einem Verbandsplatz der Republikaner dicht hinter der Frontlinie bei Son Carrió Verwundete versorgt hatten.
| Jahr      | 1842   | 1877   | 1887   | 1900   | 1910   | 1920   | 1930   | 1940   | 1950   | 1960   | 1970   | 1981   | 1991   | 2001   | 2011   |
| --------- | ------ | ------ | ------ | ------ | ------ | ------ | ------ | ------ | ------ | ------ | ------ | ------ | ------ | ------ | ------ |
| Einwohner | 10.484 | 14.906 | 19.570 | 12.548 | 12.704 | 13.113 | 15.765 | 18.133 | 18.702 | 19.332 | 23.071 | 24.208 | 25.573 | 31.255 | 40.873 |

## Kultur und Sehenswürdigkeiten

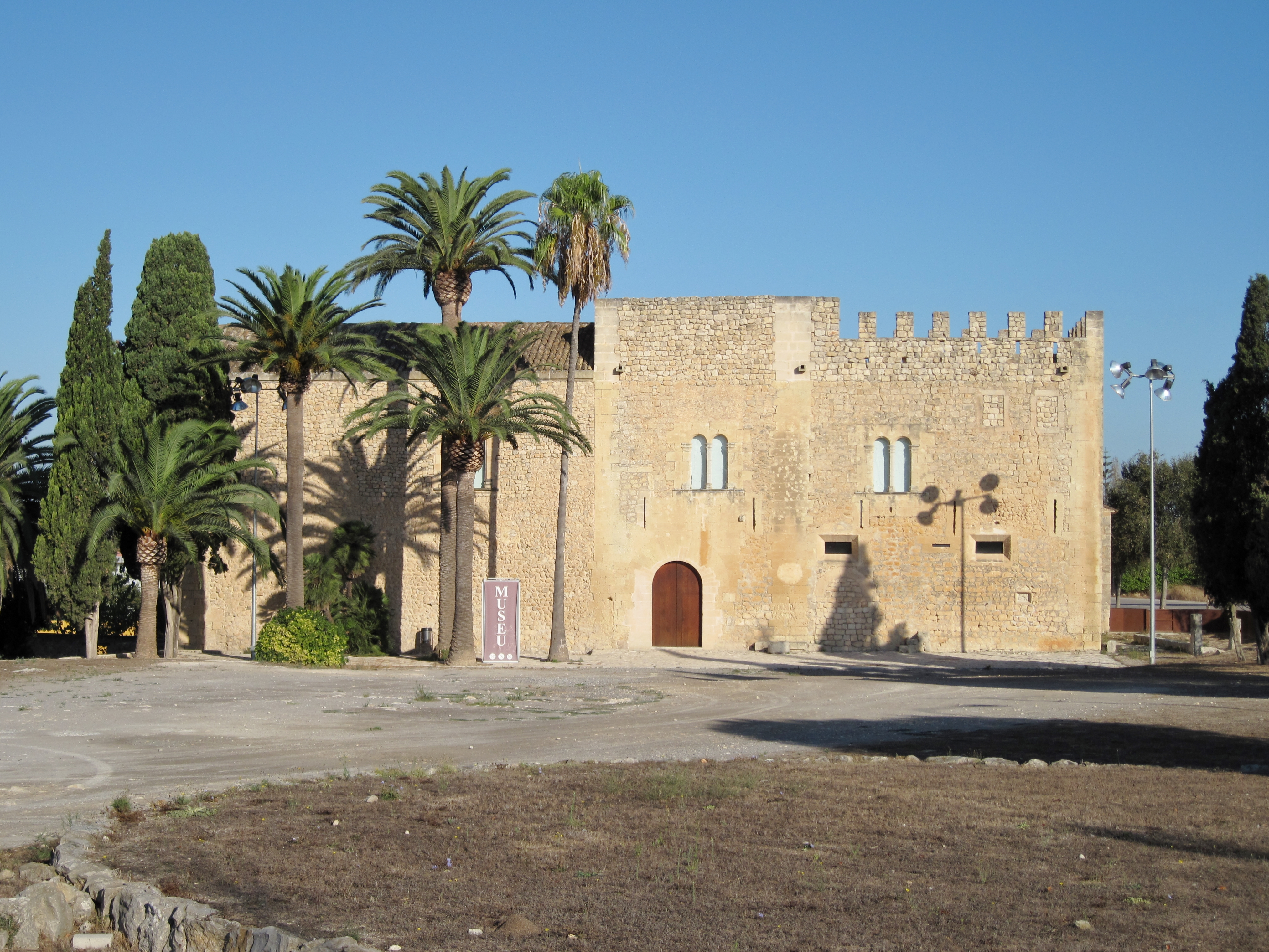
Torre dels Enagistes

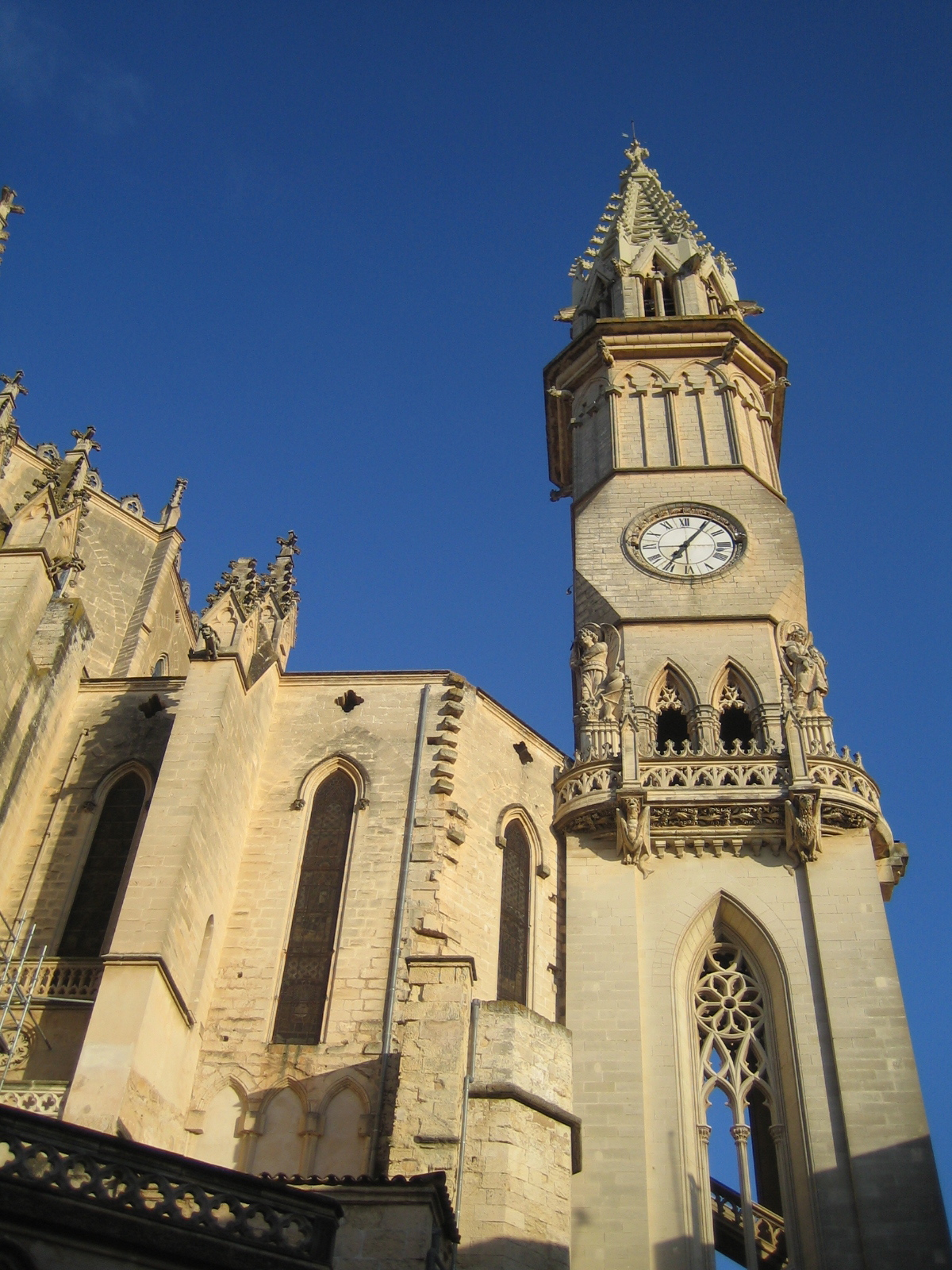
Nostra Senyora dels Dolors

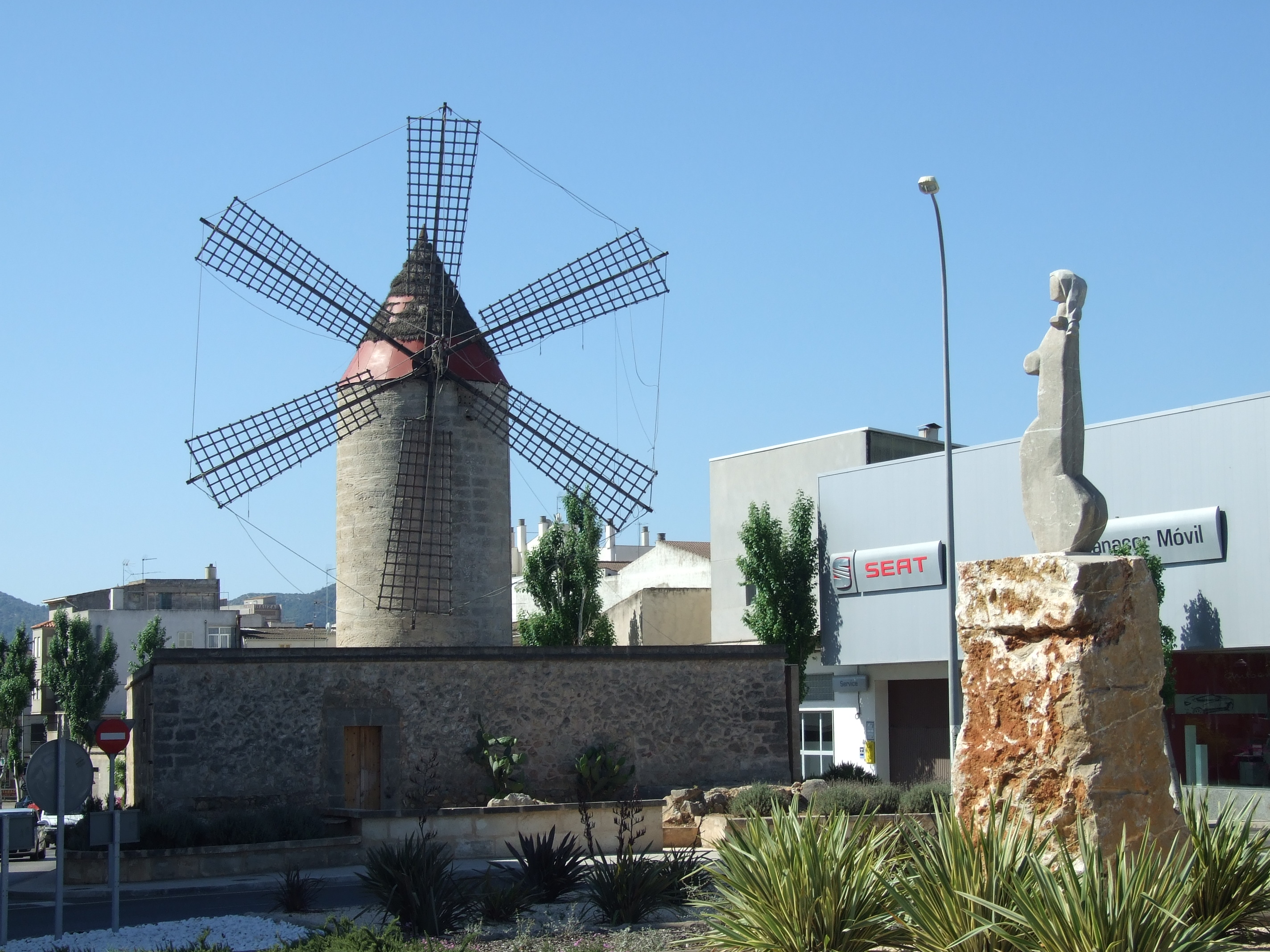
Molí d’en Polit

### Historisches Museum
Der Turm Torre dels Enagistes an der Landstraße von Manacor nach Cales de Mallorca, ein Schutzbau und Herrenhaus aus dem 14. Jahrhundert (anschließend an die katalanische Eroberung 1229), beherbergt heute ist das Museu d’Història de Manacor („Historisches Museum von Manacor“) mit einer Ausstellung der Archäologie und Völkerkunde. Die bemerkenswertesten Ausstellungsstücke sind das Grabmosaik der Balèria, eines der Mosaiken der frühchristlichen Basilika von Son Peretó, und die Miniaturmöbel. In der ersten Etage sind Graffiti vom 15. bis zum 18. Jahrhundert zu sehen. Der Eintritt ist frei.

### Bauwerke

Hospitalet Vell
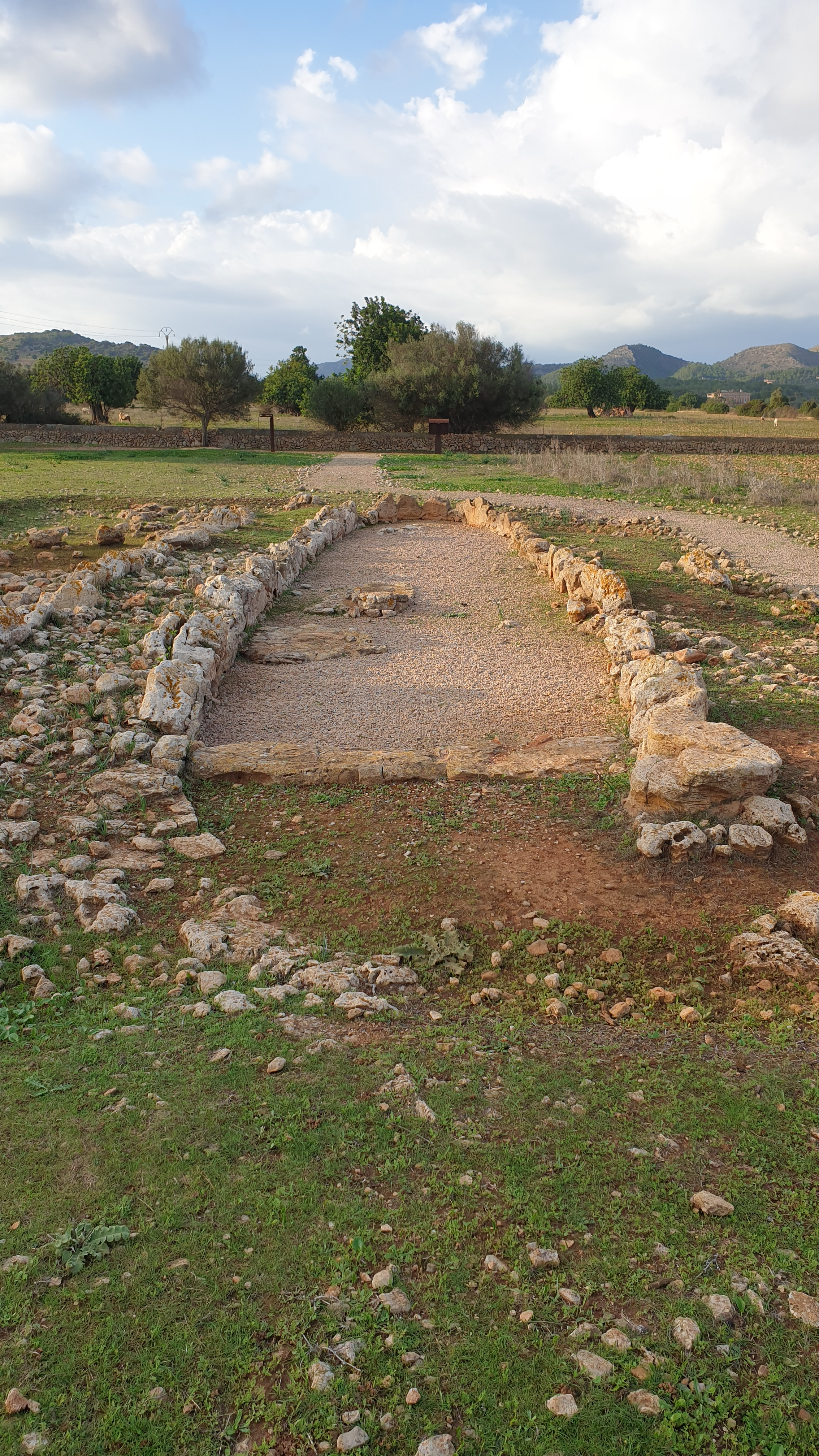
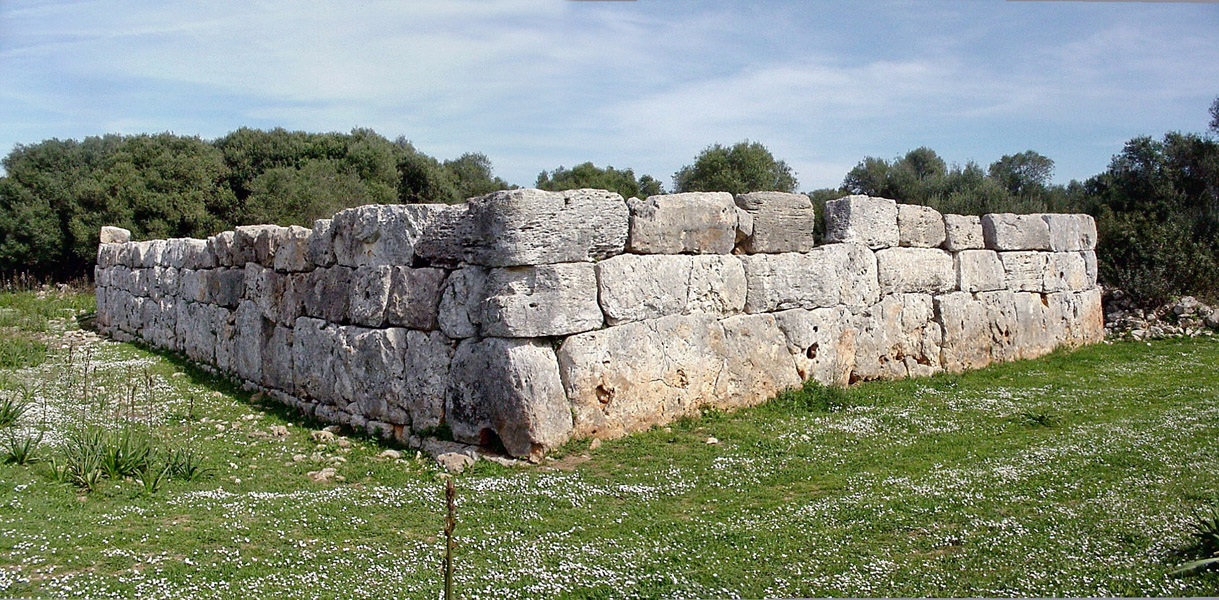
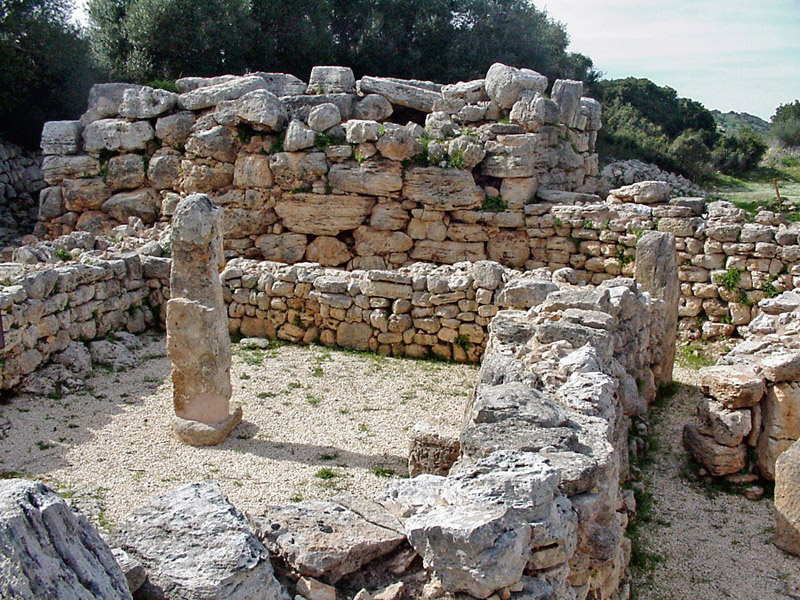
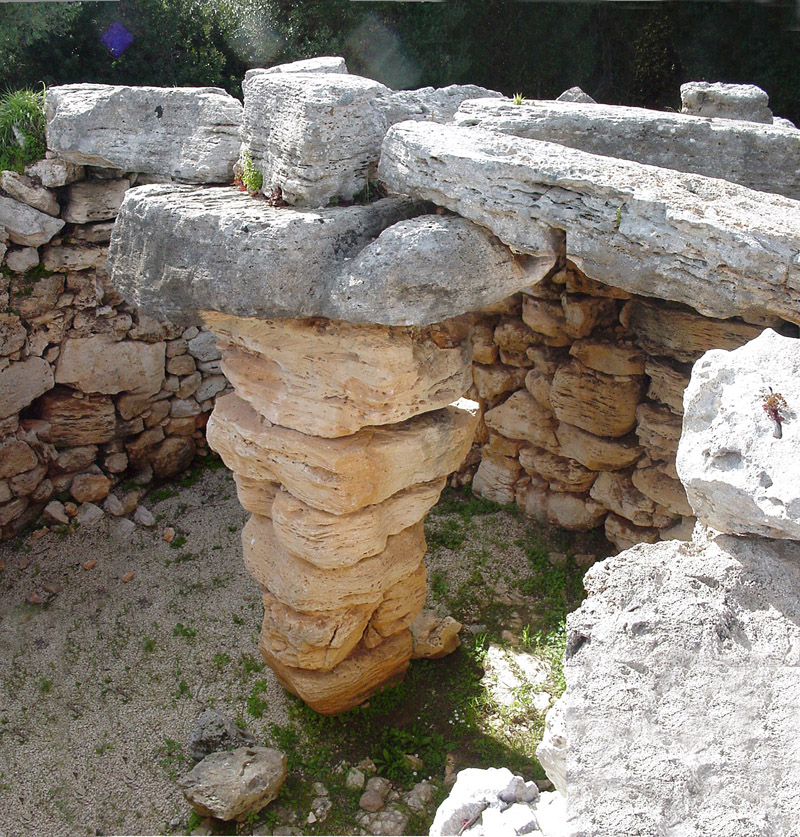

- Die vorgeschichtliche Siedlung S’Hospitalet Vell an der Landstraße von Manacor nach Cales de Mallorca (1800–1500 v. Chr.), eine Talayotsiedlung. Besonders bemerkenswert ist der Talayot, eine Art Turm mit quadratischem Grundriss, von dem die mittelländische Säule und die Bedachung aus großen Steinplatten sowie eine rechteckige Einfriedung erhalten sind.
- Die frühchristliche Kirche Son Peretó an der Landstraße von Palma nach Artà wurde gegen Ende des fünften Jahrhunderts n. Chr. gebaut. Sie besteht aus einer Taufkirche mit zwei Taufbecken und der Kapelle.
- Das Kloster und der Kreuzgang Sant Vicenç Ferrer am Convent-Platz. Das Kloster wurde 1576 vom Dominikanerorden gegründet. Die Kirche entstand zwischen Ende des 17. und Anfang des 18. Jahrhunderts und weist die typischen Merkmale der barocken Klosterkirchen Mallorcas auf: Sie hat ein einziges Kirchenschiff mit acht Seitenkapellen zwischen Bogenpfeilern und Tonnengewölbe. Besonders bemerkenswert ist die Orgel aus dem 18. Jahrhundert.
- Die Kirche Nostra Senyora dels Dolors am Platz Rector Rubí. Die Pfarrkirche wurde gegen Ende des 19. Jahrhunderts im neogotischen Stil gebaut. Sie steht an derselben Stelle, an der früher schon andere Kirchen standen. Die älteste wurde 1232 dokumentarisch belegt und war wahrscheinlich über einer arabischen Moschee errichtet worden (Fund einer arabischen Grabinschrift, die sich heute im Museu Diocesà in Palma befindet). An dem neuen Gebäude sind sowohl Bauelemente als auch Kunstgegenstände, die von lokalen Künstlern stammen, erhalten. Der Glockenturm ist unter dem Namen Torre Rubí bekannt, zur Erinnerung an den Baumeister der Kirche. Er ist an die Apsis angebaut, wo die vorherige Kirche das Hauptportal hatte. Es ist das höchste Gebäude Mallorcas (80 m), ein neogotisches Werk des Architekten Gaspar Bennàssar i Moner, das mit seinem Turm sogar die Kathedrale von Palma (67,5 m) überragt.
- Windmühle Molí d’en Polit aus dem 19. Jahrhundert an der Hauptstraße Manacor-Palma
- Ausstellungshallen der Perlenmanufakturen Majorica und Perlas Orquídea

### Höhlen
Bei Porto Cristo befinden sich die beiden Höhlensysteme Coves del Drac („Drachenhöhlen“) und Coves dels Hams („Angelhakenhöhlen“). Der Martelsee in der Coves del Drac ist einer der größten unterirdischen Seen der Welt, an dem täglich Konzerte klassischer Musik dargeboten werden. Die der Öffentlichkeit nicht zugängliche Cova de sa Gleda – Camp des Pou im Naturschutzgebiet Cales Verges de Manacor nahe der Küste ist die längste Unterwasserhöhle Europas. Weitere Höhlen an der Küste sind die Cova des Pirata, die Cova des Pont, die Cova de sa Piqueta, die Cova des Xots, die Cova des Moro und die Cova de Cala Falcó. Auch an der Cala Varques gibt es mehrere Höhlensysteme, die nach der Bucht benannt und unterschiedlich nummeriert sind.

### Strände
Platges i Cales (Strände und Buchten), die sich auf dem Gemeindegebiet von Manacor befinden (Auflistung von Nord nach Süd):
Cala Moreia (S’Illot), Cala Mosca, Cala Morlanda, Caló d’en Rafalino, Cala Petita, Caló de sa Ferradura, Cala Manacor (Platja Porto Cristo), Cala Murta, Cala Magrana, Cala Anguila, Cala Mendia, S’Estany d’en Mas, Cala Falcó, Es Caló Blanc, Cala Varques, Racó de sa Teula, Cala Engana Pastor, Cala Sequer, Caló des Serral, Cala Magraner, Cala Pilota, Cala Virgili, Cala Bóta, Caló des Soldat (Caló des Llamp), Cala Antena, Cala sa Romeguera, Es Domingos Grans, Es Domingos Petits (Cala Tropicana), Cala Murada

### Märkte
- Obst- und Gemüsemarkt auf der Plaça Constitució, werktags, jeden Vormittag
- Wochenmarkt auf der Plaça Ramon Llull, montags vormittags

## Energieversorgung

### Strom
Neben der überregionalen Stromversorgung befinden sich im Gemeindegebiet zwei örtliche Solarkraftwerke mit einer Gesamtleistung von rund 3,7 Megawatt-Peak (MWp): Das Solarkraftwerk Can Verd befindet sich seit 2008 im Stadtgebiet und wird seit 2011 durch das vom deutschen Unternehmen BayWa gebaute Solarkraftwerk im Ortsteil von Porto Cristo ergänzt.

### Erdgas
Es ist vorgesehen, Manacor mit Erdgas zu versorgen. Die Gasleitung, die in den Osten der Insel gebaut werden soll, soll von Palma nach Manacor und weiter nach Felanitx verlaufen (Stand: Dezember 2014).

## Söhne und Töchter der Stadt
- Jaume Santandreu Sureda (1938–2025), Priester, Autor und Politiker
- Joan Riera Ferrari (1942–2017), Maler und Bildhauer
- Miguel Mas (* 1943), Bahnradsportler und Weltmeister
- Luis Ladaria SJ (* 1944), Kurienkardinal der römisch-katholischen Kirche und Präfekt der Kongregation für die Glaubenslehre
- Toni Nadal (* 1961), Tennistrainer
- Miguel Ángel Nadal (* 1966), Fußballspieler
- Albert Riera (* 1982), Fußballspieler
- Juan Rodríguez (* 1983), Dartspieler
- Rafael Nadal (* 1986), Tennisspieler
- Sergi Guardiola (* 1991), Fußballspieler